# Tigrosa
Tigrosa Brady, 2012 è un genere di ragni appartenente alla famiglia Lycosidae.

## Distribuzione
Le cinque specie sono state rinvenute in America settentrionale: la specie dall'areale più vasto è la T. helluo rinvenuta in varie località di USA, Canada e Messico.

## Tassonomia
Le caratteristiche di questo genere sono state descritte a seguito dell'analisi di esemplari di Hogna helluo (Walckenaer, 1837).
Non sono stati esaminati esemplari di questo genere dal 2015.
Attualmente, a dicembre 2021, si compone di 5 specie:
- Tigrosa annexa (Chamberlin & Ivie, 1944) — USA
- Tigrosa aspersa (Hentz, 1844) — USA, Canada
- Tigrosa georgicola (Walckenaer, 1837) — USA
- Tigrosa grandis (Banks, 1894) — USA
- Tigrosa helluo Walckenaer, 1837[2] — USA, Canada, Messico

## Sinonimi
- Tigrosa permunda (Chamberlin, 1904); posta in sinonimia con T. grandis (Banks, 1894) a seguito di un lavoro degli aracnologi Slowik & Cushing del 2009, quando questi esemplari erano classificati come Hogna[1].